# Shilovia yakovlevi
Shilovia yakovlevi (лат.) — вид комаров-хирономид рода Shilovia  из подсемейства Diamesinae (Boreoheptagyiini, Chironomidae). Вид назван в честь лепидоптеролога доктора биологических наук Яковлева Романа Викторовича (Алтайский государственный университет, Барнаул, Россия), внесшего большой вклад в изучение энтомофауны Алтае-Саянского и Среднеазиатского регионов и, в частности, Саурских гор.

## Распространение
Казахстан: Восточно-Казахстанская область.

## Описание
Мелкие комары длиной около 2 мм (1,9-2,1 мм). Длина крыльев 1,76-2,24 мм, ширина 0,52-0,56 мм. Окраска от коричневого до тёмно-коричневого. Среднеспинка тёмно-коричневая на передних 2/3 и от коричневой до светло-коричневой в задней 1/3. Щиток буровато-серый. Крылья серые. Ноги: по крайней мере базальная 3/4 бедра желтоватая или жёлтая, дистальная 1/4 тёмно-коричневая; голени от коричневого до тёмно-коричневого. Брюшко тёмно-коричневое. Взрослые особи, куколки и личинки собраны с камней и котлованов горной реки, расположенной на высоте 648 м, при скорости потока 1,0-1,2 м/с.  Вид был впервые описан в 2020 году Евгением Макарченко и Александром Семенченко (Владивосток, Россия) и отнесён к трибе Boreoheptagyiini (Diamesinae).